# Linnaeusklokje
Linnaeusklokje (Linnaea borealis) is een soort uit de kamperfoeliefamilie (Caprifoliaceae).

## Determinatie
Linnaeusklokje is een kruipende, groenblijvende dwergstruik die matten kan vormen. De bloeiwijze omvat een ± 10 cm lange, dunne stengel met twee kleine, klokvormige, overhangende bloemen. De bloemkroon is van binnen behaard.

## Ecologie
Linnaeusklokje groeit op beschaduwde, oligotrofe, zure tot sterk zure, droge tot vochtige, zandige en stenige bodems. Ze wordt vooral aangetroffen in naaldbossen; daarnaast kan ze af en toe worden aangetroffen in loofbossen, naaldstruwelen, dwergstruwelen, heischrale graslanden en rotsvegetatie.

### Syntaxonomie
In de syntaxonomie staat linnaeusklokje te boek als kensoort voor de klasse van naaldbossen (Vaccinio-Piceetea).

## Verspreiding
Het verspreidingsgebied van linnaeusklokje strekt zich uit over het noordelijk halfrond tot 72° NB. De soort komt voor in het laagland en in de Alpen boven de 1200 m. In Nederland is de soort zeer zeldzaam en staat op de Nederlandse Rode Lijst van 2000. Ze komt alhier voor in Drenthe, op Terschelling en op Vlieland.

## Naam
De soort werd door Nederlands botanicus Jan Frederik Gronovius naar Carl Linnaeus genoemd. Linnaeus beschreef de soort in zijn Flora Lapponica. Linnaeus wordt vaak afgebeeld met deze plant in zijn hand of op zijn revers.
| - Portret van Linnaeus ten voeten uit in Laps kostuum met Linnaeusklokje in de hand, (1737) door Martin Hoffman, Rijksmuseum Boerhaave - Botanische tekening van linnaeusklokje |

Linnaea is een monotypisch geslacht met linnaeusklokje als de enige soort in het geslacht.